# Хендерсон, Чарльз, 3-й барон Фарингдон
Чарльз Майкл Хендерсон, 3-й барон Фарингдон (англ. Charles Michael Henderson, 3rd Baron Faringdon; род. 3 июля 1937) — британский пэр, биржевой маклер и придворный.

## Биография
Родился 3 июля 1937 года. Младший (второй) сын подполковника Достопочтенного Майкла Томаса Хендерсона (1906—1953), и Уны Эвелин Брасси. Внук подполковника Достопочтенного Гарольда Гринвуда Хендерсона (1875—1922), депутата Палаты общин, младшего сына Александра Хендерсона, 1-го барона Фарингдона (1850—1934) . Первый лорд Фарингдон сколотил состояние во время железнодорожных бумов и продал свою семейную брокерскую компанию Cazenove & Co. в 1932 году.
После Итонского колледжа Хендерсон получил образование в Тринити-колледже в Кембридже, который окончил в 1961 году. В 1968 году он стал работать в компании Cazenove в качестве партнера и оставался в фирме до 1996 года. В период с 1980 по 2003 год он также был председателем Witan Investment Trust, инвестиционного фонда, первоначально созданного для управления некоторыми из богатств первого лорда Фарингдона.
Хендерсон сменил своего дядю на посту барона Фарингдона 29 января 1977 года. Впоследствии он занимал ряд государственных должностей, в том числе казначей Национального фонда художественных коллекций и комиссар по английскому наследию. С 1998 по 2008 год он был лордом в ожидании королевы, а с 2014 года он был проректором Университета Западного Лондона.
Выйдя в отставку в качестве лорда в ожидании, он был назначен рыцарем-командором Королевского Викторианского ордена.

## Семья
30 июня 1959 года Чарльз Хендерсон женился на Саре Кэролайн Аскью (род. 1 июня 1936), дочери майора Джона Мейджорибанкса Аскью и леди Сьюзен Элис Эгертон. У супругов было четверо детей:
- Достопочтенный Джеймс Гарольд Хендерсон (род. 14 июля 1961), старший сын и наследник титула. С 1986 года женат на Люсинде Мария Хенсон, от брака с которой у него было трое детей.
- Достопочтенная Сюзанна Джейн Хендерсон (род. 10 мая 1963), в 1986 году она вышла замуж за Эйдана Джеймса Мейтленда-Робинсона, от брака с которым у него было пятеро детей.
- Достопочтенный Томас Александр Гэвин Хендерсон (род. 9 февраля 1966), с 1997 года женат на Еве Краме.
- Достопочтенный Ангус Джордж Хендерсон (род. 30 сентября 1969), с 1997 года женат на Алексии Хедли.